# Aaron Wainwright
Aaron James Wainwright (Newport, 25 settembre 1997) è un rugbista a 15 britannico, internazionale per il Galles, che gioca nel ruolo di terza linea nei Dragons.

## Biografia
Wainwright cominciò a dedicarsi all'attività sportiva tra i sette e gli otto anni di età giocando a calcio nell'accademia del Cardiff City, avendo pure l'opportunità di essere allenato da Patrick Vieira a quattordici anni. In seguito militò pure nel Newport County finché, verso i sedici anni, passò al rugby a 15 iniziando a giocare con il Whiteheads RFC. Continuò a praticare il rugby quando si iscrisse all'Università metropolitana di Cardiff, con la stessa squadra universitaria, ed entrò infine a far parte delle giovanili dei Dragons.
Fu con i Dragons che nel 2017 iniziò a giocare da professionista, approfittando di una serie di infortuni che colpirono i suoi compagni di squadra. Nel giugno 2018 debuttò pure a livello internazionale con il Galles affrontando l'Argentina a San Juan. Il C.T. Warren Gatland lo convocò per disputare la Coppa del Mondo di rugby 2019 e Aaron Wainwright fu uno dei protagonisti del vittorioso quarto di finale in cui i gallesi sconfissero la Francia 20-19: nominato man of the match al termine della partita, fu l'autore della prima delle due mete realizzate dal Galles e subì da Sébastien Vahaamahina una gomitata al volto che costò al giocatore francese l'espulsione definitiva dal campo.